# Hedysarum chaiyrakanicum
Hedysarum chaiyrakanicum är en ärtväxtart som beskrevs av Kurbatski. Hedysarum chaiyrakanicum ingår i släktet buskväpplingar, och familjen ärtväxter. Inga underarter finns listade i Catalogue of Life.